# Speed of Life
Pistes de Low
Breaking Glass
(2)
Speed of Life est une chanson instrumentale de David Bowie parue en 1977 sur l'album Low. Son titre est un jeu de mots sur l'expression speed of light qui signifie « vitesse de la lumière » en anglais.

## Histoire
Comme le reste de Low, Speed of Life est enregistrée en deux temps. La base de la chanson est enregistrée au château d'Hérouville au mois de septembre 1976, puis des overdubs sont ajoutés au studio Hansa de Berlin-Ouest entre octobre et novembre,. Elle est censée recevoir des paroles mais reste en fin de compte un morceau instrumental, le producteur Tony Visconti convainquant Bowie que ses lignes de synthétiseur et de guitare constituent des accroches suffisantes,.
Low est publié le 14 janvier 1977 et Speed of Life en constitue le premier morceau. Elle apparaît également en face B du single Be My Wife, sorti en juin de la même année.
Speed of Life est jouée sur scène lors de la tournée Isolar II Tour, en 1978. Elle est donc reprise sur les albums tirés de cette tournée : Stage (1978) et Welcome to the Blackout (Live London '78) (2018). Elle refait son apparition dans les setlists de Bowie lors du Heathen Tour, en 2002, durant lequel le chanteur interprète Low dans son intégralité.

## Musiciens
- David Bowie : Chamberlin, synthétiseurs
- Carlos Alomar : guitare rythmique
- Roy Young : piano
- George Murray : basse
- Dennis Davis : batterie[1]

## Équipe de production
- David Bowie, Tony Visconti : production
- Laurent Thibault : ingénieur du son au château d'Hérouville
- Eduard Meyer : ingénieur du son au studio Hansa[1]